# Frans Sijtsma

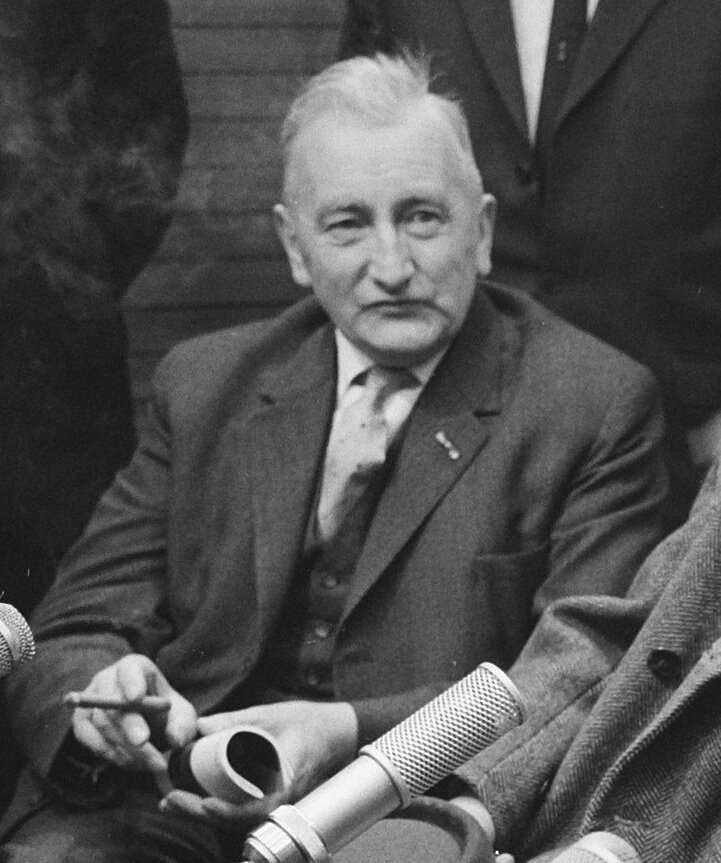
Frans Sijtsma yn 1963

Frans Sijtsma/Sytsma (Aalsum, 2 juli 1899 – Ommen, 8 oktober 1994) was een Nederlands politicus van de ARP.
Hij werd geboren in de gemeente Oostdongeradeel als zoon van Syds Lieuwes Sijtsma (1868-1939; landbouwer) en Sidonia Catharina Miedema (1870-1953). Zijn vader was van 1904 tot 1934 burgemeester van Oostdongeradeel en daarnaast is hij ook nog Eerste Kamerlid geweest. F. Sijtsma begon zijn ambtelijke loopbaan als volontair bij de gemeente Oostdongeradeel en in 1922 ging hij werken bij de gemeentesecretarie van Baarderadeel. Vanaf begin 1924 was hij ambtenaar bij de gemeente Ommen. Ruim tien jaar later volgde hij zijn vader op als burgemeester van Oostdongeradeel. In november 1940 bleef een herbenoeming uit waarna Oostdongeradeel een NSB'er als burgemeester kreeg. Na de bevrijding in 1945 keerde Sijtsma terug in zijn oude functie. Hij ging in 1964 met pensioen en overleed in 1994 op 95-jarige leeftijd.
Zijn pleegzoon Louw de Jager kwam in 1961 landelijk in het nieuws toen hij tijdens een spionagemissie voor de Buitenlandse Inlichtingendienst (BID) in de Sovjet-Unie gearresteerd en later veroordeeld werd.